# Callopistria nivetacta
Callopistria nivetacta är en fjärilsart som beskrevs av W. Warren 1912. Callopistria nivetacta ingår i släktet Callopistria och familjen nattflyn. Inga underarter finns listade i Catalogue of Life.